# Episodi di Louie (quarta stagione)
La quarta stagione della serie televisiva Louie, composta da 14 episodi, è trasmessa negli Stati Uniti dal 5 maggio 2014 sul canale FX.
In Italia la stagione è trasmessa da Fox Comedy dal 6 novembre 2014.
| nº | Titolo originale    | Titolo italiano             | Prima TV USA   | Prima TV Italia  |
| -- | ------------------- | --------------------------- | -------------- | ---------------- |
| 1  | Back                | Mal di schiena              | 5 maggio 2014  | 6 novembre 2014  |
| 2  | Model               | La modella                  | 5 maggio 2014  | 6 novembre 2014  |
| 3  | So Did the Fat Lady | L'appuntamento              | 12 maggio 2014 | 13 novembre 2014 |
| 4  | Elevator Part 1     | L'ascensore. 1ª parte       | 12 maggio 2014 | 13 novembre 2014 |
| 5  | Elevator Part 2     | L'ascensore. 2ª parte       | 19 maggio 2014 | 20 novembre 2014 |
| 6  | Elevator Part 3     | L'ascensore. 3ª parte       | 19 maggio 2014 | 20 novembre 2014 |
| 7  | Elevator Part 4     | L'ascensore. 4ª parte       | 26 maggio 2014 | 27 novembre 2014 |
| 8  | Elevator Part 5     | L'ascensore. 5ª parte       | 26 maggio 2014 | 27 novembre 2014 |
| 9  | Elevator Part 6     | L'ascensore. 6ª parte       | 2 giugno 2014  | 4 dicembre 2014  |
| 10 | Pamela Part 1       | Offerta scaduta             | 2 giugno 2014  | 4 dicembre 2014  |
| 11 | In the Woods Part 1 | Nel bosco. 1ª parte         | 9 giugno 2014  | 11 dicembre 2014 |
| 12 | In the Woods Part 2 | Nel bosco. 2ª parte         | 9 giugno 2014  | 11 dicembre 2014 |
| 13 | Pamela Part 2       | Appuntamento a Central Park | 16 giugno 2014 | 18 dicembre 2014 |
| 14 | Pamela Part 3       | Come tu mi vuoi             | 16 giugno 2014 | 18 dicembre 2014 |

## Mal di schiena

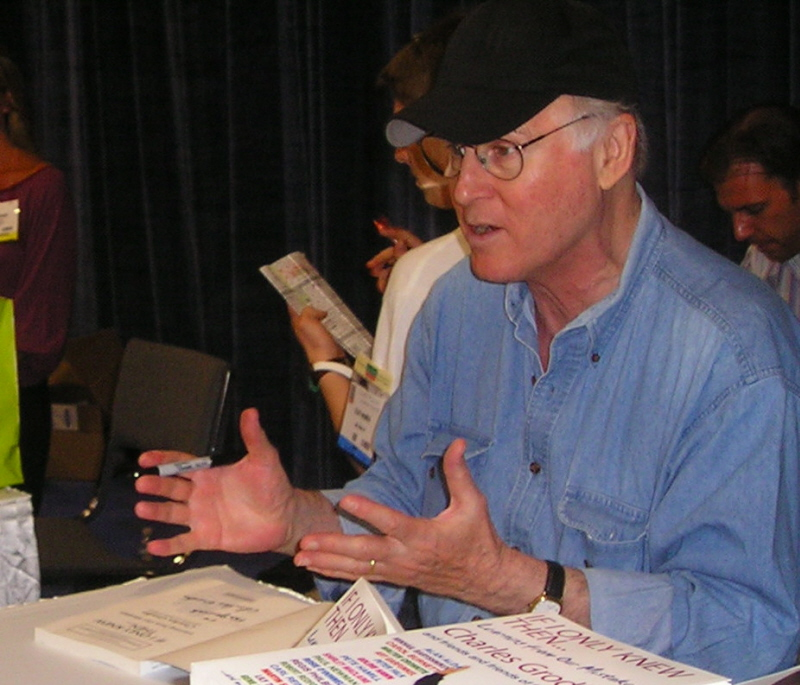
Charles Grodin interpreta il dottor Bigelow

- Titolo originale: Back
- Diretto da: Louis C.K.
- Scritto da: Louis C.K.

### Trama
Louie viene svegliato violentemente dal fracasso prodotto dai netturbini e deve così affrontare le avversità della giornata: la barzelletta sbagliata del muratore Tony, le offese alle sue bambine da parte di un collega, le lamentele delle figlie. Più tardi Louie si ritrova con i suoi amici per giocare a poker, e il gruppo ha una conversazione sulla masturbazione, durante la quale Jim rivela di servirsi di un dildo per migliorare i suoi orgasmi. Louie si mostra interessato, e il giorno dopo si reca in un sexy shop per comprarsi un proprio dildo, ma poco prima di acquistarlo ha un forte dolore alla schiena che lo costringe a fare ritorno a casa. Arrivato, decide di andare dal dottor Bigelow che lavora nel suo stesso condominio, ma questo sembra disinteressato al suo male, che ritiene fisiologico per l'essere umano a causa della sua incompiuta evoluzione. Un suggerimento gli viene dalla segretaria del dottore, che gli consiglia un massaggiatore vibrante. Louie lo compra e arrivato a casa sembra ansioso di provarlo.
- Altri interpreti: John Dinello (Tony), Todd Barry (sé stesso), Jim Norton (sé stesso), Sarah Silverman (sé stessa), Nick DiPaolo (sé stesso), Rick Crom (sé stesso), William Stephenson (sé stesso), Charles Grodin (Dr. Bigelow)

## La modella

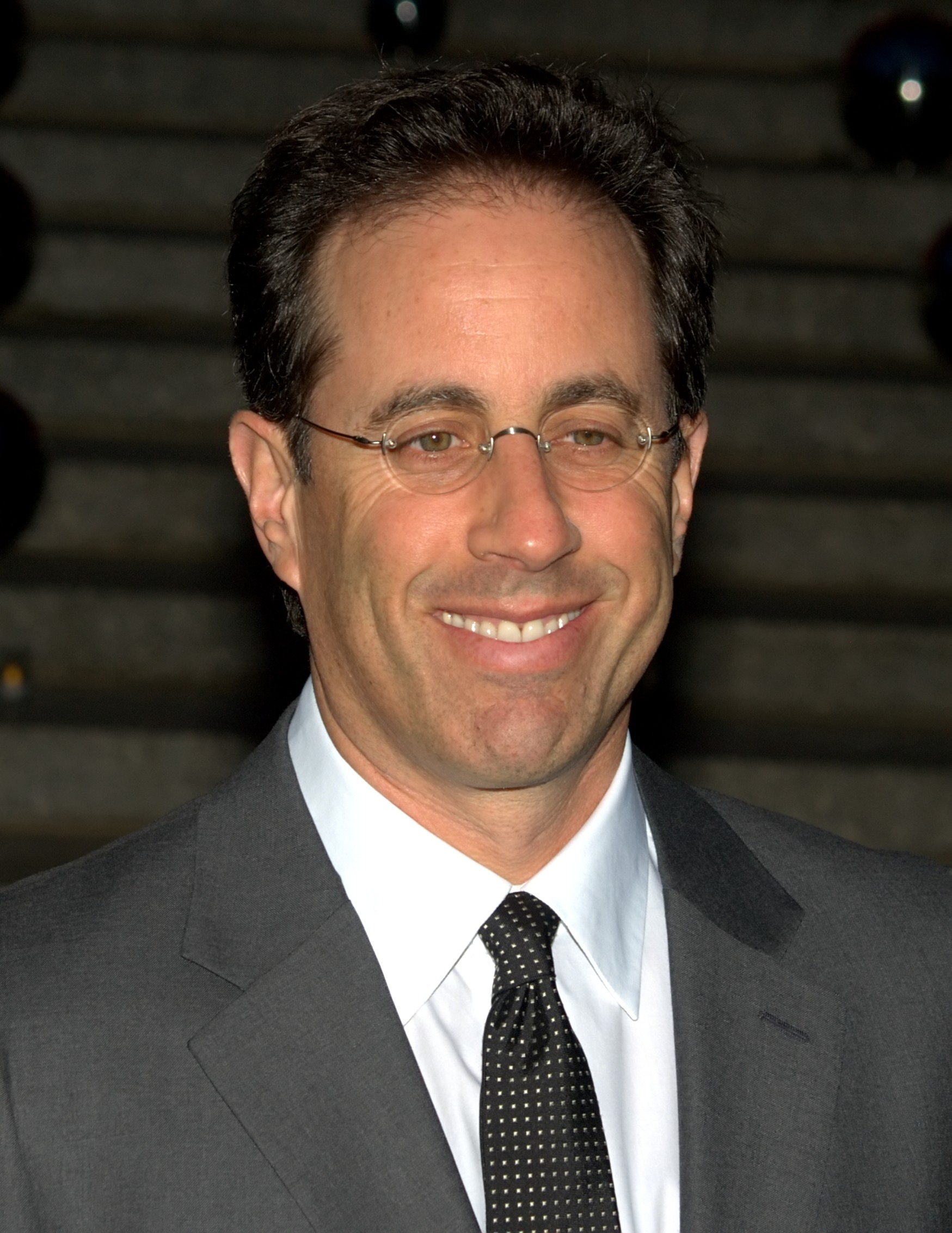
Jerry Seinfeld interpreta sé stesso

- Titolo originale: Model
- Diretto da: Louis C.K.
- Scritto da: Louis C.K.

### Trama
Jerry Seinfeld si rivolge a Louie chiedendogli di aprire uno show di beneficenza a Long Island, nella città di East Hampton, raccomandandosi di fare battute pulite. Louie accetta, ma non capisce che si tratta di un evento a cui partecipano grandi benestanti e si presenta con un vestito fuori luogo e in ritardo. Jerry, visibilmente seccato, lo fa vestire con la giacca di un addetto alla security e preme affinché Louie vada sul palco nonostante la sua insicurezza. La sua apertura è fallimentare e, una volta sul placo, Seinfeld lo ridicolizza ulteriormente. Mentre Louie si allontana dall'evento, una giovane donna, l'unica ad aver riso durante l'esibizione del comico, si rivolge a lui e lo porta fino a casa sua. La donna, figlia di un astronauta e modella, gli spiega che ha adorato il modo in cui aveva disgustato quel gruppo di persone da lei disprezzato e che adora il suo senso dell'umorismo. I due hanno un rapporto sessuale, ma poco dopo lei inizia a fargli il solletico e Louie ha una reazione violenta che lo porta accidentalmente a colpirla in faccia. La donna finisce in ospedale e riporta dei gravi danni a un occhio. Louie intanto viene colpito da un pugno dal padre della donna, il quale pretende poi da lui un risarcimento dei danni da cinque milioni di dollari. Mortificato dagli ultimi avvenimenti, la sua sventura sembra perlomeno generare attenzioni da parte di Jamie, una donna che prima di allora rifiutava le sue avance.
- Altri interpreti: Jerry Seinfeld (sé stesso), Yvonne Strahovski (Blake), Victor Garber (avvocato), Bree Sharp (Jamie)

## L'appuntamento
- Titolo originale: So Did the Fat Lady
- Diretto da: Louis C.K.
- Scritto da: Louis C.K.

### Trama
Una donna sovrappeso che lavora al comedy club chiede a Louie di uscire con lei una sera, ma il comico non accetta. Nei giorni successivi la donna continua a insistere, arrivando a regalargli i biglietti per una partita di hockey. A questo punto Louie accetta ma durante il loro incontro, quando la donna ammette di essere grassa, Louie nega ripetutamente la cosa, offendendola. La donna dà inizio a un lungo monologo in cui gli spiega che tutte le persone insicure come lui la rifiutano a causa del suo aspetto, e che vorrebbe solo poter andare mano nella mano con lui senza vergogna. Infine Louie le dà la mano e i due scherzano assieme.
- Altri interpreti: Sarah Baker (Vanessa), Robert Kelly (Robbie), Jim Norton (sé stesso)

## L'ascensore. 1ª parte

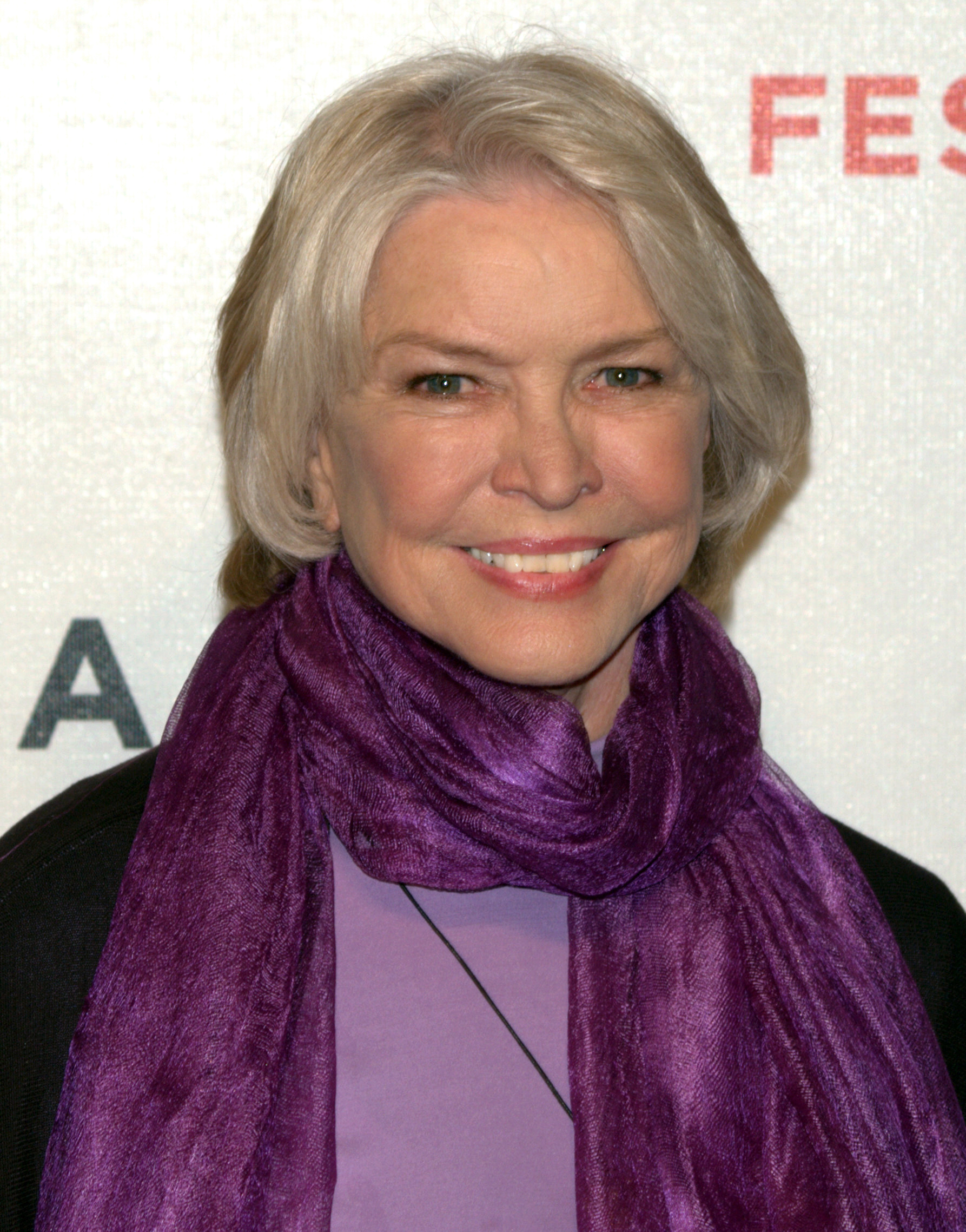
Ellen Burstyn interpreta Evanka

- Titolo originale: Elevator Part 1
- Diretto da: Louis C.K.
- Scritto da: Louis C.K.

### Trama
Mentre Louie si trova nella metropolitana con le due figlie, la più piccola delle due, Jane, scende improvvisamente dal mezzo appena prima che questo parta, costringendo Louie e Lilly a tornare indietro a recuperarla. Di ritorno a casa, Louie aiuta un'anziana signora che è rimasta bloccata nell'ascensore del condominio, andando a prenderle le medicine nel suo appartamento, dove incontra la nipote straniera della signora, la quale inizialmente lo scaccia credendolo un malintenzionato, per poi scusarsi e ringraziarlo in seguito offrendogli una crostata.
- Altri interpreti: Susan Kelechi Watson (Janet), Gary Wilmes (Patrick), Ellen Burstyn (Evanka), Eszter Balint (Amia)

## L'ascensore. 2ª parte

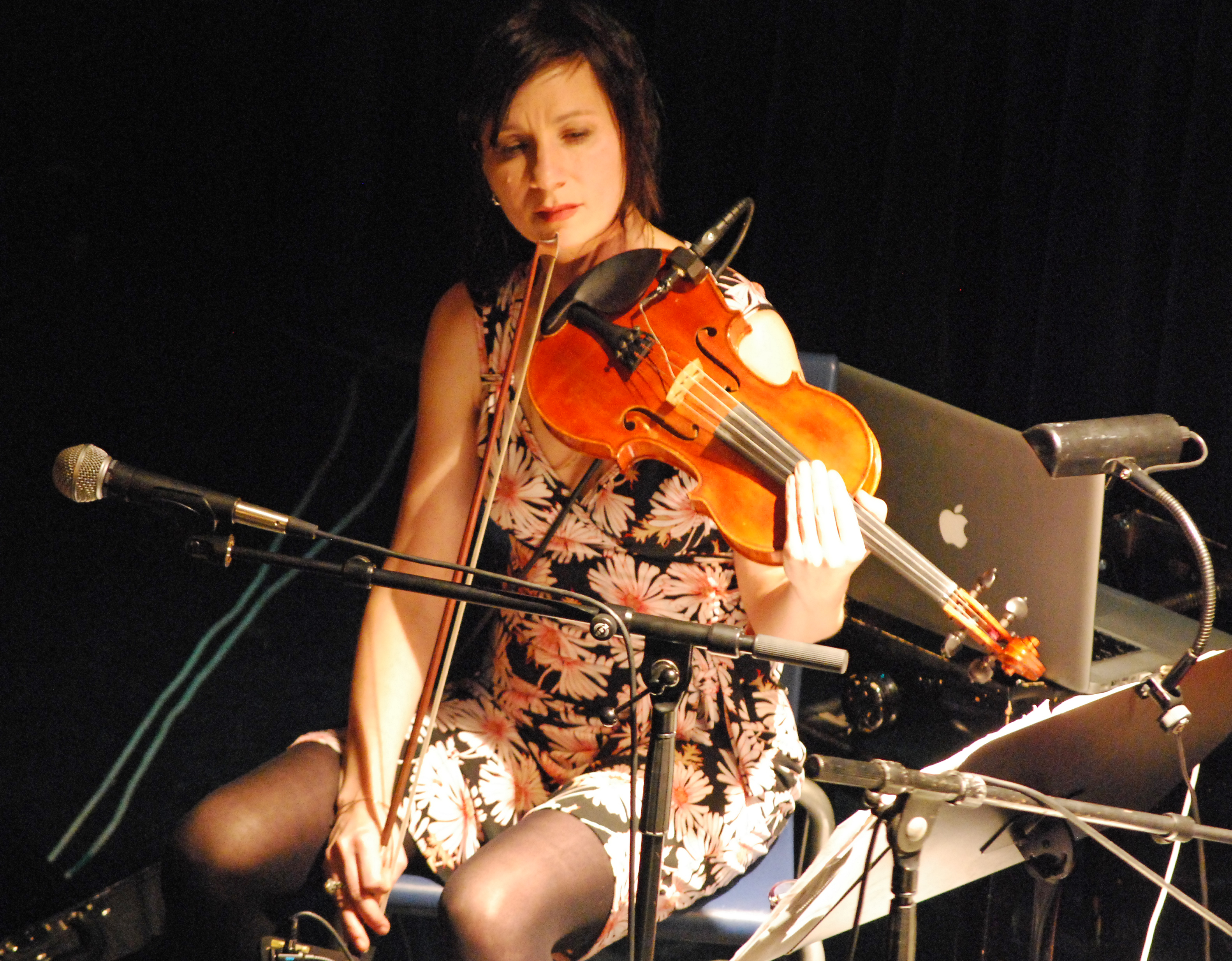
Eszter Balint interpreta Amia

- Titolo originale: Elevator Part 2
- Diretto da: Louis C.K.
- Scritto da: Louis C.K.

### Trama
Louie si reca nell'appartamento della sua anziana vicina di casa ungherese, imparando nuove cose su di lei e sua nipote Amia. Poco dopo riceve una telefonata dalla scuola di Jane. Louie va a prendere la bambina da scuola e discute con lei dei suoi problemi con i compagni di classe e le maestre. In seguito ha un'accesa discussione con la sua ex-moglie in merito all'eventualità di far frequentare a Jane una scuola privata: Louie pensa che una scuola privata non prepari effettivamente gli studenti ai problemi della vita reale, mentre la donna pensa che le turbe dell'ex-marito impediscano alle figlie di avere un'istruzione di alto livello. Di ritorno a casa, Louie incontra Amia e passa diverso tempo con lei, innamorandosene.
- Altri interpreti: Susan Kelechi Watson (Janet), Gary Wilmes (Patrick), Ellen Burstyn (Evanka), Eszter Balint (Amia)

## L'ascensore. 3ª parte
- Titolo originale: Elevator Part 3
- Diretto da: Louis C.K.
- Scritto da: Louis C.K.

### Trama
Louie si imbatte in Pamela, di ritorno dall'Europa, ma rifiuta la sua stentata proposta di una relazione romantica, essendo intenzionato a intraprendere una relazione con Amia. In seguito scopre che quest'ultima sta per lasciare presto gli Stati Uniti e, dopo un momento di rabbia, decide di godere della sua compagnia finché lei non farà ritorno in Ungheria. Nel frattempo Louie evita di discutere con l'ex-moglie del futuro di Jane e chiede consigli filosofici al dottor Bigelow su come comportarsi con Amia.
- Altri interpreti: Susan Kelechi Watson (Janet), Ellen Burstyn (Evanka), Eszter Balint (Amia), Pamela Adlon (Pamela), Charles Grodin (Dr. Bigelow), Robert Kelly (Robbie)

## L'ascensore. 4ª parte
- Titolo originale: Elevator Part 4
- Diretto da: Louis C.K.
- Scritto da: Louis C.K.

### Trama
Louie e Janet vanno da una terapista per ricevere consigli su come comportarsi con Jane, ma i due ex coniugi continuano a essere in contrasto e l'incontro ha scarso successo. Un flashback mostra Louie e Janet da giovani, quando, intenzionati a divorziare, decidono di avere un ultimo rapporto sessuale, che porterà a far rimanere Janet incinta della loro prima figlia. 
- Altri interpreti: Denny Dillon (terapista), Susan Kelechi Watson (Janet), Eszter Balint (Amia), Conner O'Malley (Louie giovane), Brooke Bloom (Janet giovane)

## L'ascensore. 5ª parte

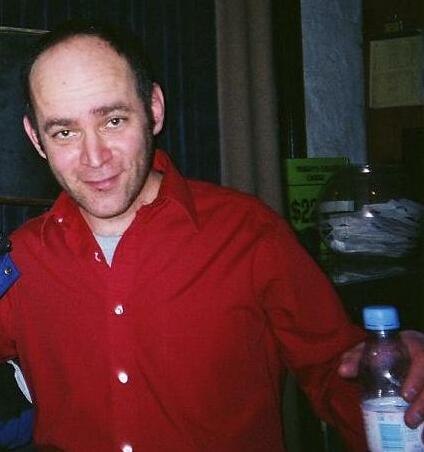
Todd Barry interpreta sé stesso

- Titolo originale: Elevator Part 5
- Diretto da: Louis C.K.
- Scritto da: Louis C.K.

### Trama
Louie porta Amia al Comedy Cellar, dove un amico di Louie, Todd Barry, racconta ai compagni la sua tipica giornata da single. In seguito Louie aiuta ancora una volta Evanka, dopo averla trovata incosciente all'interno dell'ascensore del condominio. Louie convince Amia a passare la notte insieme, ma la mattina dopo la relazione tra i due sembra peggiorata, a causa della contrarietà di Amia.
- Altri interpreti: Todd Barry (sé stesso), Eszter Balint (Amia), Ellen Burstyn (Evanka), Charles Grodin (Dr. Bigelow)

## L'ascensore. 6ª parte
- Titolo originale: Elevator Part 6
- Diretto da: Louis C.K.
- Scritto da: Louis C.K.

### Trama
Louie cerca in tutti i modi di capire cosa passa per la testa di Amia, senza riuscirci. Intanto un uragano colpisce New York e Louie deve correre in aiuto di Janet e le sue figlie per farle evacuare in sicurezza. Infine Amia porta Louie in un ristorante ungherese, dove si fa aiutare da un cameriere per tradurre un suo messaggio per lui: l'esperienza trascorsa in sua compagnia è stata meravigliosa e inattesa, ma quello non è il suo mondo e ora deve fare ritorno in Ungheria, dove si trovano suo figlio, la sua famiglia e i suoi amici.
- Altri interpreti: Eszter Balint (Amia), Ellen Burstyn (Evanka), Susan Kelechi Watson (Janet)

## Offerta scaduta

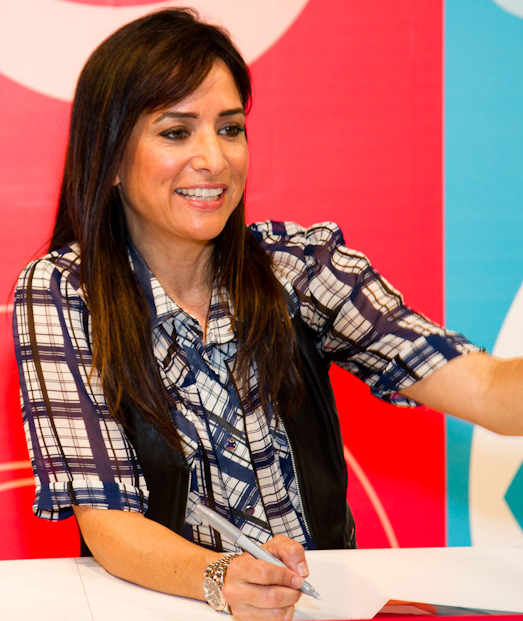
Pamela Adlon interpreta Pamela

- Titolo originale: Pamela Part 1
- Diretto da: Louis C.K.
- Scritto da: Louis C.K.

### Trama
Dopo la sua rottura con Amia, Louie cerca di ristabilire un legame con Pamela.
- Altri interpreti: Susan Kelechi Watson (Janet), Pamela Adlon (Pamela), Charles Grodin (Dr. Bigelow)

## Nel bosco. 1ª parte
- Titolo originale: In the Woods Part 1
- Diretto da: Louis C.K.
- Scritto da: Louis C.K.

## Nel bosco. 2ª parte
- Titolo originale: In the Woods Part 2
- Diretto da: Louis C.K.
- Scritto da: Louis C.K.

## Appuntamento a Central Park
- Titolo originale: Pamela Part 2
- Diretto da: Louis C.K.
- Scritto da: Louis C.K., Pamela Adlon

## Come tu mi vuoi
- Titolo originale: Pamela Part 3
- Diretto da: Louis C.K.
- Scritto da: Louis C.K., Pamela Adlon